# Massimiliano Ingrami
Massimiliano Ingrami (25 aprile 1971) è un maratoneta italiano.

## Palmarès
| Anno | Manifestazione          | Sede | Evento   | Risultato | Prestazione | Note |
| ---- | ----------------------- | ---- | -------- | --------- | ----------- | ---- |
| 1997 | Giochi del Mediterraneo | Bari | Maratona | dnf       | dnf         |      |

## Campionati nazionali
1988
- 6º ai campionati italiani allievi di corsa campestre

1992
- 17º ai campionati italiani di corsa campestre - 34'38"

1996
- 10º ai campionati italiani assoluti, 5000 m piani - 14'08"01
- 27º ai campionati italiani di maratonina - 1h05'44"

1997
- 10º ai campionati italiani assoluti, 10000 m piani - 29'43"19

1997
- Oro ai campionati italiani di maratona - 2h12'17"

1999
- 21º ai campionati italiani di maratonina - 1h06'08"

## Altre competizioni internazionali
1995
- 23º alla Maratona di Venezia ( Venezia) - 2h23'45"
- 23º alla Stramilano ( Milano) - 1h08'27"

1996
- 11º alla Maratona di Torino ( Torino) - 2h14'29"

1997
- Oro alla Maratona d'Italia ( Carpi) - 2h12'17"

1998
- 13º alla Maratona di Roma ( Roma) - 2h17'41"

2004
- 15º alla BOclassic ( Bolzano) - 30'18"